# Seznam slovenskih mladinskih pisateljev
Seznam slovenskih mladinskih pisateljev.

## A
- Konči Ahačič
- Vera Albreht
- Ivo Antič
- Emica Antončič
- Vojan Tihomir Arhar
- Tina Arnuš Pupis
- Anton Aškerc
- Miha Avanzzo
- Tatjana Angerer

## B
- France Balantič
- Milko Bambič
- Milena Batič
- Jana Bauer
- Cvetka Bevc
- Melita Bevc (* 1972)
- France Bevk
- Damjana Bihar
- Tina Bilban
- Janez Bitenc
- Vinko Bitenc
- Ivan Bizjak
- Franček Bohanec
- Rok Bohinc
- Adam Bohorič
- Zvonimir Bohte
- Matej Bor
- Andreja Borin
- Marja Boršnik (1906–1982)
- Milica Borštnik Miron
- Silva Brank (1938–2021)
- Ivan Bratko
- Bojana Bregar
- Kristina Brenk
- Vida Brest (Majda Peterlin)
- Anton Brezovnik
- Josip Brinar
- Andrej Brvar
- Natalija Brumen (* 1974)

## C
- Ivan Cankar
- Neva Capuder Grce
- Božo Cerar
- Irena Cerar (* 1970)
- Marja Cerkovnik
- Angelo Cerkvenik
- Jože Ciuha
- Antonija Curk (1906–1996)
- Marija Cvetek (* 1948)

## Č
- Aleksandra Čehovin
- Anica Černej
- Ivanka Čadež
- Darka Čeh
- Mateja Črv Sužnik (* 1961)

## D
- Marjeta Dajčman
- Jurij Dalmatin
- Marija Debevec Remec (1869-1956)
- Milan Dekleva
- Marija Dernovšek Šprajcar (1905-1946)
- Karel Destovnik - Kajuh
- Dušan Dim
- Mira Dobravec
- Mate Dolenc
- Brane Dolinar (Brane Demšar)
- Tamara Doneva
- Julia Doria
- Živa Viviana Doria
- Feliks Anton Dev
- Zdravko Duša
- Slavko Dokl

## E
- Fran Erjavec
- Ervin Fritz

## F
- Lea Fatur
- Janko Ferk
- Fran Saleški Finžgar
- Evald Flisar
- Pavel Flere
- France Forstnerič
- Julka Fortuna (1916-1999)
- Franjo Frančič
- Marinka Fritz Kunc
- Ervin Fritz
- Matjaž Fritz
- Špela Frlic
- Anton Funtek
- Alja Furlan
- Jasna Furlan
- Maja Furman

## G
- Karel Grabeljšek
- Nada Gaborovič
- Zdenka Gajser (1962)
- Engelbert Gangl
- Kostja Gatnik
- Herman Germ
- Alenka Glazer
- Milijana Gligić - Mikica (* 1953)
- Viktorija Zmaga Glogovec
- Jelka Godec Schmidt
- Rupko Godec
- Ferdo Godina
- Cvetko Golar
- Manko Golar
- Pavel Golia
- Berta Golob
- Borut Gombač
- Mateja Gomboc
- Alenka Goljevšček
- Maja Gračner
- Alojz Gradnik
- Niko Grafenauer
- Simon Gregorčič
- Barbara Gregorič Gorenc
- Goran Gluvić
- Darja Gorup
- Erna Gregorčič
- Marica Gregorič Stepančič (* 1874)
- Marija Grošelj
- Dora Gruden (* 1900)
- Karel Gržan
- Olga Gutman

## H
- Barbara Habič
- Maja Haderlap
- Gema Hafner (* 1919)
- Barbara Hanuš
- Fany Hausmann (* 1818)
- Ivanka Hergold (* 1943)
- Katarina Hergold Germ
- Branko Hofman
- Asja Hrvatin
- Jože Hudales
- Oskar Hudales
- Kristina Hafner

## I
- Alojz Ihan
- Anton Ingolič
- Jelena Isak Kres

## J
- Gitica Jakopin
- Janez Jalen
- Marko Jarc
- Jurij Japelj
- Ljoba Jenče (* 1960)
- Simon Jenko
- Vida Jeraj
- Marija Jezernik
- Luna Jurančič Šribar
- Branka Jurca
- Josip Jurčič
- Jasna Jurečič
- Milena Juriševič (*1954, Vodice)
- Vida Juvan

## K
- Mila Kačič
- Janez Kajzer
- Ludovika Kalan
- Ivana Kampuš
- Alma Maksimilijana Karlin
- Igor Karlovšek
- Peter Kavalar
- Vladimir Kavčič
- Damjana Kenda Hussu
- Eleonora Kernc
- Janko Kersnik
- Dragotin Kette
- Aksinja Kermauner
- Ladislav Kiauta
- Milica Kitek
- Ferdo Kleinmayr
- Vladislav Klemenčič
- Marija Kmet
- Darinka Kobal
- Edvard Kocbek
- Aleksandra Kocmut
- Tomo Kočar
- Neli Kodrič Filipić
- Vladimir Julij Kogoj
- Tatjana Kokalj
- Nina Kokelj
- Manica Koman
- Nataša Konc Lorenzutti
- Andrej Kokot
- Miklavž Komelj
- Majda Koren
- Ana Koritnik (*1975)
- Ciril Kosmač
- Stanko Kotnik
- Srečko Kosovel
- Miroslav Košuta
- Polonca Kovač
- Lojze Kovačič
- Marija Vida Kovačič
- Kajetan Kovič
- Nada Kraigher
- Matej Krajnc
- Boris Kralj
- Helena Kraljič
- Lojze Krakar
- Miško Kranjec
- Vida Kraška
- Manka Kremenšek Križman
- Marija Vida Kovačič
- Marko Kravos
- Sebastijan Krelj
- Marjan Krnjić
- Minka Krofta
- Minka Krvina
- Špela Kuclar
- Eliza Kukovec
- Mirko Kunčič
- Lenčka Kupper
- Ambrož Kvartič
- Zofka Kveder

## L
- Marija Lamut
- Anton Tomaž Linhart
- Feri Lainšček
- Vida Lapajne
- Josip Lavrič
- Fran Levstik
- Anita Leskovec
- Elza Lešnik
- Florjan Lipuš
- Magda Lojk
- Blaž Lukan
- Tomaž Lapajne Dekleva
- Milan Petek Levokov
- Tamara Laganin
- Magda Lojk
- Danilo Lokar

## M
- Vitan Mal
- Marjan Manček
- Bogomir Magajna
- Zvezdana Majhen
- Svetlana Makarovič
- Mimi Malenšek
- Darja Marinšek
- Miha Mate
- Neža Maurer
- Nina Mav Hrovat (* 1975)
- Ksenija Medved
- Pavel Medvešček
- Janez Menart
- Ivanka Mestnik
- Ksaver Meško
- Mira Mihelič
- Janja Miklavčič
- Frane Milčinski - Ježek
- Fran Milčinski
- Jana Milčinski
- Ivan Minatti
- Miloš Mikeln
- Ida Mlakar Črnič
- Vinko Möderndorfer
- Milena Mohorič
- Marjana Moškrič
- Desa Muck
- Josip Murn - Aleksandrov
- Miki Muster
- Rado Murnik
- Erna Muser
- Vitan Mal
- Asta Malavašič
- Pavel Mišmaš

## N
- Marica Nadlišek Bartol
- Lili Novy
- Fran Nedeljko
- Ada Negri
- Bogdan Novak
- Maja Novak
- Boris A. Novak
- Nataša Novakovič
- Franc (Frank) Novšak

## O
- Suzana von Obenburger
- Maša Ogrizek
- Nejka Omahen
- Jurij Opetnik
- Mojca Opresnik
- Josip Osti
- Milica Ostrovška
- Vinko Ošlak

## P
- Boris Pahor
- Jože Pahor
- Pavlina Pajk
- Tone Partljič
- Marko Pavček
- Tone Pavček
- Stane Peček
- Rudolf Pečjak
- Vid Pečjak
- Aleksandra Perič Kovač
- Ela Peroci
- Mateja Perpar
- Luiza Pesjak
- Žarko Petan
- Milan Petek Levokov
- Janez Petkoš
- Matjaž Pikalo
- Aleksandra Pinterič (*1976)
- Zlata Pirnat Cognrad
- Igor Plohl
- Mojiceja Podgoršek
- Luka Poklukar
- Rok Poles
- Jože Potrebuješ
- Lilijana Praprotnik Zupančič
- Andrej Predin
- Sebastijan Pregelj
- Sanja Pregl
- Slavko Pregl
- Tatjana Pregl Kobe
- Ljuba Prenner
- France Prešeren
- Prežihov Voranc (Lovro Kuhar)
- Ljudmila Prunk - Utva
- Kristina Pučnik
- Frane Puntar

## R
- Judita Rajnar
- Mateja Reba
- Tomo Rebolj
- Slavica Remškar
- Josip Ribičič
- Radivoj Rehar
- Jože Rode
- Franci Rogač
- Silvestra Rogelj Petrič
- Fran Rojec (1867–1939)
- Fran Roš
- Leopoldina Rott Kersnik
- Andrej Rozman - Roza
- Marjan Rožanc
- Smiljan Rozman
- Branko Rudolf
- Ciril Rudolf
- Mojca Rudolf
- Franček Rudolf
- Neva Rudolf
- Vida Rudolf
- Vilijem Klobasa Rupret

## S
- Rosanda Sajko
- Zora Saksida
- Petra Samec
- Tone Seliškar
- Simona Semenič
- Sonja Sever
- Jože Sevlak
- Valerija Skrinjar Tvrz
- Maša Slavec
- Ina Slokan
- Emil Smasek
- Breda Smolnikar
- Maja Smotlak
- Jože Snoj
- Cvetka Sokolov
- Alenka Spacal
- Marko Stabej
- Valentin Stanič
- Josip Stritar
- Gregor Strniša
- Gustav Strniša
- Jana Stržinar
- Leopold Suhodolčan
- Primož Suhodolčan
- Ivan Sivec
- Minka Sever
- Sonja Sever
- Stanislava Skvarča
- Barbara Smajila
- Maja Smole
- Majda Strašek Januš
- Marica Strnad Cizelj
- Maja Sušec
- Ivo Svetina
- Peter Svetina

## Š
- Tomaž Šalamun
- Severin Šali
- Milan Šega
- Franc Šetinc
- Damijan Šinigoj
- Črtomir Šinkovec (Adolf Šinkovec)
- Ada Škerl
- Jože Šmit
- Branko Šömen
- Ivo Šorli
- Ljubka Šorli
- Lojzka Špacapan
- Katja Špur
- Bina Štampe Žmavc
- Nelda Štok Vojska
- Karel Štrekelj
- Cilka Štucin
- Milica Šturm
- Janez Švajncer
- Jurij Švajncer
- Anja Štefan
- Davorka Štefanec
- Miroslav Šumnik

## T
- Vlasta Tancig
- Vida Taufer
- Ivan Tavčar
- Mara Tavčar
- Zora Tavčar
- Vlasta Tavčar
- Marjan Tomšič
- Suzana Tratnik
- Janez Trdina
- Ivan Trinko
- Marijan Tršar
- Primož Trubar
- Josipina Turnograjska
- Elga Tušar (Emi Vega)
- Aleksandra Turšič

## U
- Evelina Umek
- Janez Urbas

## V
- Matija Valjavec
- Ilka Vašte
- Josip Vandot
- Saša Vegri
- Irena Velikonja
- Janja Vidmar
- Stana Vinšek (Vida Rudolf)
- Janez Vipotnik
- Slavica Vencajz
- Valentin Vodnik
- Eka Vogelnik
- Marija Vogelnik
- Mira Voglar
- Marija Vogrič
- Silvester Vogrinec
- Marija Vojskovič
- Zlata Vokač
- Dea Volarič
- Jože Volarič
- Zlata Volarič
- Anamarija Volk Zlobec
- Sergej Vošnjak
- Uroš Vošnjak
- Tomaž Vrabič
- Saša Vrandečič
- Drago Vresnik
- Iztok Vrečur
- Ivan Vrhovec
- Zima Vrščaj Holly
- Saša Vuga
- Vukmir, Andreja

## W
- Venceslav Winkler
- Marija Wirgler

## Z
- Sandi Zalar
- Uršula Zeirer
- Ifigenija Zagoričnik Simonović
- Cvetko Zagorski
- Dane Zajc
- Pavle Zidar (Zdravko Slamnik)
- Franc Saleški Zorko
- Ivo Zorman
- Dim Zupan
- Lojze Zupanc
- Beno Zupančič
- Zdravko Zupančič
- Vitomil Zupan
- Agneza Zupan

## Ž
- Zdenka Žebre
- Anica Želje
- Tereza Žerdin
- Marička Žnidaršič
- Danila Žorž
- Manja Žugman Širnik
- Oton Župančič
- Branko Žužek